# Administrative Zone 1 (zon i Etiopien, Gambela Hizboch)
Administrative Zone 1 är en zon i Etiopien.   Den ligger i regionen Gambela Hizboch, i den västra delen av landet, 500 km väster om huvudstaden Addis Abeba. Antalet invånare är 67 042.